# Che Čchao-cung
Che Čchao-cung (čínsky pchin-jinem Hé Cháozōng, znaky 何朝宗) byl čínský keramik tvořící počátkem 17. století. Vyráběl hlavně buddhistické sošky z bílého porcelánu v tradici techuaské keramiky provincie Fu-ťien, známé na západě jako Blanc-de-Chine.

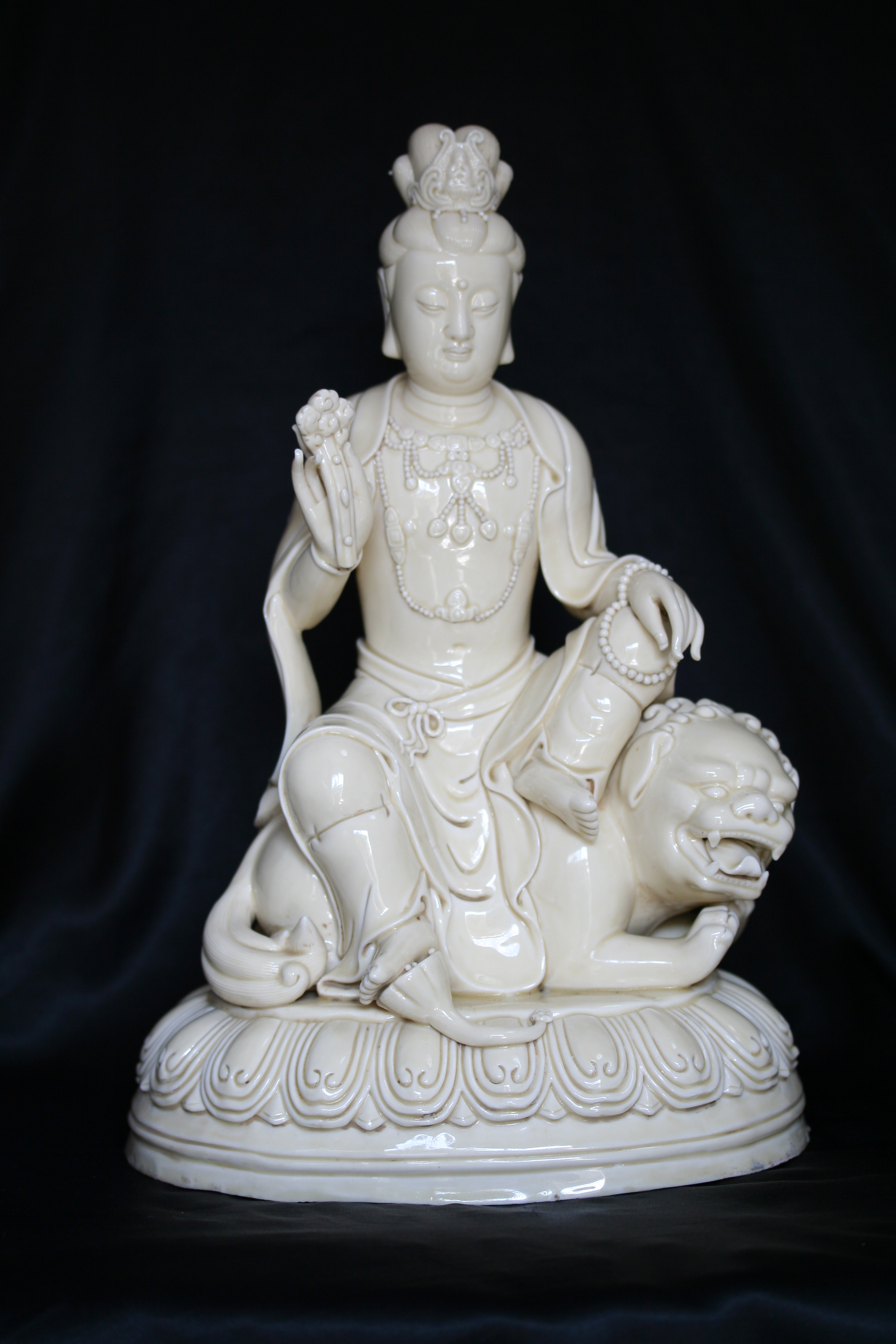
Bódhisattva Maňdžušrí, Che Čchao-cungova porcelánová soška ze 17. století

Kromě zachovaných sošek zůstalo o Che Čchao-cungovi jen málo informací. Věstník z roku 1763 jej připomíná s dalšími význačnými umělci mingské doby a uvádí, že jeho sláva stále trvá. Jeho práce jsou identifikovány podle pečetí a vynikají nad obvyklou techuaskou keramiku 17. století, vykazují uměleckou výraznost a tvořivost nesrovnatelnou se standardizovanou běžnou produkcí. S několika dalšími umělci z Te-chua byl téměř unikátní v čínské historii keramiky, která je jinak charakteristická anonymní a průmyslovou sériovou výrobu.